# Lemora, un cuento sobrenatural
Lemora: un cuento sobrenatural fue el título con el que se distribuyó en España esta película cine de terror de principios de los años setenta. Fue rodada en Estados Unidos, y en el mercado anglosajón se distribuyó bajo títulos como Lemora: A Child's Tale of the Supernatural; Lemora, the Lady Dracula o The Legendary Curse of Lemora. En Italia también es conocida como Lemora la metamorfosi di Satana.
Su eslogan publicitario fue: "Inocencia corrupta".
Podría considerarse que trata el paso de la ingenuidad infantil a la edad adulta, con el despertar de la sexualidad.

## Tema
La inocencia de la virginal Lila Lee es corrompida por Lemora, una tenebrosa mujer relacionada con el vampirismo y la brujería.

## Argumento
La película cuenta la historia de la joven inocente y cándida Lila Lee (Rainbeaux Smith), solista del coro de la iglesia que, de regreso a su pueblo natal para reencontrarse con su padre moribundo, se ve atrapada en una espiral de vampirismo y brujería, seducida por la imponente y misteriosa Lemora (Lesley Gilb).

## Curiosidades
- Lesley Gilb no volvió a trabajar en el cine después de esta película.
- La versión en DVD lanzada en 2004 está dedicada a la memoria de Rainbeaux Smith, que falleció en 2002 a causa de las complicaciones derivadas de la hepatitis.